# Campionati norvegesi di sci alpino 1974
I Campionati norvegesi di sci alpino 1974 si svolsero a Oppdal tra il 22 e il 24 febbraio; furono assegnati i titoli di discesa libera, slalom gigante, slalom speciale e combinata, sia maschili sia femminili.

## Risultati

### Uomini

#### Discesa libera
| Pos. | Atleta             | Nazione  |
| ---- | ------------------ | -------- |
| 1    | Erik Håker         | Norvegia |
| 2    | Nils Een           | Norvegia |
| 3    | Stein Ivar Halsnes | Norvegia |

Data: 22 febbraio

#### Slalom gigante
| Pos. | Atleta         | Nazione  |
| ---- | -------------- | -------- |
| 1    | Erik Håker     | Norvegia |
| 2    | John Sylliåsen | Norvegia |
| 3    | Agnar Dørum    | Norvegia |

Data: 23 febbraio

#### Slalom speciale
| Pos. | Atleta       | Nazione  |
| ---- | ------------ | -------- |
| 1    | Egil Myrhaug | Norvegia |
| 2    | Odd Sørli    | Norvegia |
| 3    | Nils Een     | Norvegia |

Data: 24 febbraio

#### Combinata
| Pos. | Atleta       | Nazione  |
| ---- | ------------ | -------- |
| 1    | Nils Een     | Norvegia |
| 2    | Egil Myrhaug | Norvegia |
| 3    | Odd Sørli    | Norvegia |

### Donne

#### Discesa libera
| Pos. | Atleta            | Nazione  |
| ---- | ----------------- | -------- |
| 1    | Toril Førland     | Norvegia |
| 2    | Gro Woxholth      | Norvegia |
| 3    | Anette Schaumburg | Norvegia |

Data: 22 febbraio

#### Slalom gigante
| Pos. | Atleta             | Nazione  |
| ---- | ------------------ | -------- |
| 1    | Ellen Karin Vangen | Norvegia |
| 2    | Siri Møling        | Norvegia |
| 3    | Gro Woxholth       | Norvegia |

Data: 23 febbraio

#### Slalom speciale
| Pos. | Atleta             | Nazione  |
| ---- | ------------------ | -------- |
| 1    | Gro Woxholth       | Norvegia |
| 2    | Toril Førland      | Norvegia |
| 3    | Ellen Karin Vangen | Norvegia |

Data: 24 febbraio

#### Combinata
| Pos. | Atleta             | Nazione  |
| ---- | ------------------ | -------- |
| 1    | Toril Førland      | Norvegia |
| 2    | Gro Woxholth       | Norvegia |
| 3    | Ellen Karin Vangen | Norvegia |